# Inger Berggren
Inger Margareta Berggren, född 23 februari 1934 i Maria Magdalena församling i Stockholm, död 19 juli 2019  i Nacka distrikt i Stockholms län, var en svensk sångare.

## Biografi
Berggren började sjunga i Thore Swaneruds orkester, och sjöng senare med Thore Ehrling, Simon Brehm och Göte Wilhelmsson. Hon var utbildad musikdirektör vid Musikaliska Akademien (1956) och kallades för "Den sjungande sångerskan".
Hon skivdebuterade redan 1952 med melodin "Nära" och fick 1958 en mindre framgång med "Vals Intim". Det stora genombrottet kom 1962 med "Sol och vår", som vann den svenska Melodifestivalen. Den låten kom också att bli hennes största skivsuccé (som bäst 2:a på branschtidningen Show Business försäljningslista i april 1962). "Sol och vår" framfördes även av Lily Berglund i den svenska uttagningen, men det blev Inger Berggren som fick representera Sverige i ESC i Luxemburg, där låten hamnade på en delad sjundeplats. Samma år fick Inger Berggren en långkörare på Svensktoppen med "Elisabeth serenad", 33 veckor på listan och en förstaplacering. 
Året därpå fick hon en ny etta på Svensktoppen med Melodifestivalslåten "Twist till menuett", som hon dock inte framförde i själva tävlingen. Inger Berggren medverkade också i Melodifestivalen 1967 som kompositör. "Vem frågar vinden", framförd av Towa Carson, kom femma. Hennes egen version nådde som bäst en femteplacering på Svensktoppen.
Under 1970-talet arbetade Inger Berggren som musiklärare i Täby kommun, men fortsatte att sjunga in skivor. Hon arbetade också som kapellmästare på Stadsteatern i Stockholm.
Inger Berggren var mor till skådespelaren Gunilla Röör  och Elisabeth Johansson. De sista åren bodde hon på Henriksdalsringen i Nacka.
Inger Berggren är gravsatt i minneslunden på Skogskyrkogården i Stockholm.

## Filmografi
- 1973 – Anderssonskans Kalle i busform
- 1983 – Spanarna (TV-serie)
- 1984 – Sömnen